# Jean-Baptiste des Gallois de La Tour
Jean-Baptiste des Gallois de La Tour décédé à Aix-en-Provence en 1747, est un intendant de la généralité d'Aix en Provence, premier président du Parlement de Provence de 1734 à 1747.

## Biographie
Jean-Baptiste des Gallois de La Tour, issu d'une famille du Forez, a été conseiller au Parlement de Paris, puis intendant de Bretagne et du Poitou et enfin intendant de la généralité d'Aix en Provence et premier président du Parlement de Provence. Il épouse Jeanne Charlotte du Pré de la Grange. De leur union naît un fils Charles Jean-Baptiste des Gallois de La Tour qui lui succèdera. À Aix-en-Provence il habite ainsi que son fils dans l'ancien hôtel du Louvre dans la rue du même nom.
Il est intendant de Bretagne après la démission de Paul-Esprit Feydeau de Brou en décembre 1728, avant de démissionner à son tour en décembre 1734, son remplaçant, Jean-Baptiste de Pontcarré de Viarmes n'entrera à Rennes que le 21 août 1735.
Sous son mandat se déroule le fameux procès entre le père jésuite Girard et Marie-Catherine Cadière. Il se fait remarquer par sa modération et sa sagesse. Dans la lutte contre les protestants il se montre également modéré et partisan de la clémence. En effet, après la tenue d'une assemblée secrète de protestants dans le village de Cabrières d'Aigues dans le Vaucluse, il fait procéder à une enquête et prend le 24 mars 1736 un arrêt contre les religionnaires de ce village les condamnant à des peines diverses ; mais dès le surlendemain il intervient auprès du marquis de Saint-Florentin dans ces termes « Presque tous ces gens là sont des paysans ou artisans qui n'ont point de bien ou fort peu et les autres sont des bourgeois de village qui ont assez de peine à vivre, en sorte que tous ces misérables, qui ne sont pour la plupart coupables que d'une trop grande facilité ou tout au plus d'une ancienne prévention pour la religion dans laquelle ils sont nés, seront réduits à l'aumône, ou dans la nécessité de sortir du royaume, si notre jugement est exécuté à la rigueur. Il seroit de la bonté et de la charité du Roy de modérer ces amendes, en égard aux crimes et aux facultés des coupables. » Cette requête sera bien accueillie et le roi accordera son pardon le 16 juin 1737.